# Renata Strašek
Renata Strašek, slovenska atletinja, * 8. april 1972, Celje.
Straškova je za Slovenijo nastopila na Poletnih olimpijskih igrah 1996 v Atlanti, kjer je nastopila v metu kopja. V kvalifikacijskem delu je končala na 21. mestu.